# Стадница (Воронежская область)
Стадница — село в Семилукском районе Воронежской области.
Административный центр Стадницкого сельского поселения.

## География
Село расположено в центре Семилукского района в 46 км от райцентра города Семилуки на правом берегу речки Серебрянки (бывшая река Землянка).

## Название
Название села происходит от слова «стадница» — держать стада.

## История
Село основано в 1770 году однодворцами города Землянска, переселившимися на места пастьбы скота.
В 1835 году (по другим данным — в 1838 году) в селе была построена церковь Рождества Христова.
В 1866 году к югу от села на высоком восточном (левом) берегу реки Серебрянки баронессой Анной Петровной Боде был основан Землянский Знаменский женский монастырь в честь умерших мужа и дочери. В 1918 году монастырь был закрыт.

## Достопримечательности
В селе находится церковь Рождества Христова. В 1868 году в церкви проходило отпевание и в ограде храма был похоронен герой войны 1812 года подполковник Иван Петрович Жмурин.
Архиепископ Димитрий (Самбикин) в середине 1880-х годов отмечал:

Церковь Христорождественская в селе Стаднице, Землянскаго уезда с приделом св. Димитрия Ростовскаго, каменная с колокольнею, построена в 1838 году. Земли пахатной 33 десятины. К этой церкви считается приписною Николаевская церковь села Кондрашовки. Прихожан 815 душ.

## Население
| 1859 | 1897  | 2010 |
| ---- | ----- | ---- |
| 1644 | ↗2184 | ↘456 |